# Хмельницкая (станица)
Хмельницкая — бывшая станица, находилась на территории современного Калининского района Краснодарском крае, на берегу болотистого Понурского лимана (река Понура), в 10 км к западу от станицы Калининской (Поповической).
Хутор Понурский — предшественник станицы был образован решением войскового правительства от 19.03.1880 года на правом берегу Понуры вблизи её устья и одноименного лимана. Первыми в него вошли 47 казачьих наделов, расположенных в 12 верстах западнее станицы Поповичевской. В 1913 г., к 300-летию Дома Романовых хутор Понурский был преобразован в станицу Хмельницкую — в честь гетмана Украины и кошевого атамана Запорожской Сечи в 1648—1649 гг. Богдана Хмельницкого. В 1880 г. В хуторе Понурском было 420 жителей и 67 дворов; в 1916 г в станице Хмельницкой было 1342 жителя 170 дворов.
После проведенной в 1929—1933 гг. коллективизации в станице был образован один колхоз «Путь социализма». В декабре 1942 г. в морозную стужу станица была сожжена немецко-фашистскими оккупантами. В 1977 г. станица была упразднена в связи с преобразованием территории под рисосеяние.